# Sinestesia tattile-speculare
La sinestesia tattile-speculare, detta anche sinestesia specchio tattile, è un raro fenomeno sensoriale/percettivo, che oltre ad amplificare gli stimoli sensoriali porta il soggetto a sperimentare le sensazioni tattili degli altri. La sinestesia, in generale, è descritta come una condizione in cui uno stimolo fa sì che un individuo provi una sensazione aggiuntiva.

## Descrizione generale del fenomeno
Devono essere presenti tre condizioni per confermare la presenza della sinestesia tattile-speculare.
1. La risposta sinestetica, che è definita come la sensazione che i sinesteti provano dopo aver osservato qualcun altro che viene toccato, deve sentirsi come le esperienze coscienti.
2. Le risposte sinestetiche devono essere indotte da uno stimolo che normalmente non induce quella risposta.
3. Le esperienze sinestetiche devono verificarsi automaticamente, senza pensiero cosciente.

Per esaminare la prevalenza di questa condizione, è stato condotto uno studio presso l’University College di Londra e l’Università del Sussex. Sono stati reclutati 567 partecipanti non laureati a cui è stato somministrato un questionario. Dal questionario, è stato determinato che circa il 2,5% della popolazione ha sperimentato sintomi di sinestesia da tocco a specchio. Ulteriori studi hanno dimostrato che la prevalenza è dell'1,6%, il che significa che questa condizione è uno dei tipi più comuni di sinestesia, insieme alla sinestesia grafema-colore (1,4%) e alla sinestesia giorno-colore (2,8%). Al momento si ritiene che ci siano due sottotipi della condizione. Il primo tipo provoca una persona a sentire sensazioni sulla parte del corpo che rispecchia il tocco osservato. Il secondo tipo fa sì che una persona senta delle sensazioni sullo stesso lato del corpo del tocco osservato.
Gli studi hanno tentato di definire più esplicitamente l’intensità delle risposte sinestetiche. Nella maggior parte degli studi, ai partecipanti viene chiesto di osservare qualcun altro che viene toccato e di riferire quale tipo di risposta sinestetica sperimentano. In un caso particolare, sono stati utilizzati video clip per mostrare diversi tipi di tocco osservati. L'intensità del tocco sinestetico non è influenzata dalla posizione del tocco osservato (braccio, gamba, mano, ecc.); tuttavia, a volte è influenzata dall'orientamento spaziale del tocco osservato. Quando si toccano mani incrociate, le mani diventano non incrociate nella percezione dei sinesteti. Tuttavia, quando la mano osservata è capovolta, il tocco osservato non viene ruotato. Anche l'intensità non è influenzata se l'atto osservato consiste in qualcuno che si tocca, rispetto a qualcuno che lo tocca. Inoltre, il tipo di oggetto che si tocca ha un effetto significativo sull'intensità della risposta. Se viene usato un dito o la punta di un coltello, l'intensità è molto più alta che se viene usata una piuma. Infine, guardare un manichino che viene toccato diminuisce significativamente l'intensità del tocco osservato. Per questo motivo, si sospetta che per sperimentare un tocco sinestetico, i sinesteti devono osservare qualcuno che sia in grado di provare sensazioni.
Le risposte del tocco a specchio non si limitano a sentire il tocco. I sinesteti del tocco a specchio hanno una maggiore capacità di provare empatia rispetto ai non sinesteti, e possono quindi provare le stesse emozioni che qualcun altro può essere osservato provare. Inoltre, alcuni individui provano dolore quando osservano qualcun altro nel dolore, e questa è una condizione solitamente sviluppata dalla nascita. Circa il 30% della popolazione normale sperimenta una qualche forma di questa condizione e circa il 16% degli amputati riporta un dolore sinestetico dopo un'amputazione. Questa condizione può essere acquisita o sviluppata. Nella condizione congenita, i sinestesici sperimentano il dolore nella stessa posizione del dolore osservato; tuttavia, nella condizione acquisita, il dolore ad alta intensità è sentito nella stessa posizione del trauma.
La gravità della condizione varia da persona a persona. Alcuni individui hanno intense risposte fisiche sinestetiche a qualsiasi tocco fisico che vedono, mentre altri descrivono le loro esperienze come la sensazione di una "eco" del tocco che vedono. Questo sembra essere paragonabile alle distinzioni proiettive contro associative trovate in altre forme di sinestesia. Inoltre, alcuni sinesteti del tocco a specchio sentono il fenomeno solo in risposta al tocco di altri esseri umani, mentre altri lo percepiscono anche quando vengono toccati animali o anche oggetti inanimati.

## Basi genetiche della sinestesia specchio tattile
Purtroppo, come per la sinestesia, anche la sinestesia tattico-speculare, con le competenze scientifiche attuali non è possibile identificare singoli loci genici che determinino con certezza questo fenomeno neurocognitivo. È un fenomeno molto recente, scoperto nel 2005.

## Sviluppo del fenomeno
La sinestesia tattile-speculare si riscontra in circa l'1,6-2,5% della popolazione mondiale. I sinesteti da tocco a specchio hanno livelli più alti di empatia affettiva e del dolore rispetto a quelli senza la condizione, anche se l'empatia cognitiva varia da persona a persona. La loro esperienza emotiva del tocco osservato può differire dall'esperienza emotiva della persona toccata (un tocco piacevole può essere percepito come sgradevole o viceversa). La sinestesia da tocco a specchio tattile può anche coesistere (molto raramente) con il disturbo dello spettro autistico.